# Supermarine Sheldrake
El Supermarine Sheldrake fue un hidrocanoa biplano anfibio británico desarrollado por Supermarine a partir del Supermarine Seagull, con un casco revisado. Estaba propulsado por un motor Napier Lion montado entre las alas que movía una hélice de cuatro palas. Sólo se construyó un Sheldrake, matrícula N180.

## Especificaciones
Referencia datos: Supermarine Aircraft Since 1914.

### Características generales
- Tripulación: Tres
- Longitud: 11,4 m (37,4 ft)
- Envergadura: 14 m (45,9 ft)
- Altura: 4,9 m (16,2 ft)
- Superficie alar: 55,1 m² (593,1 ft²)
- Peso vacío: 1871 kg (4123,7 lb)
- Peso cargado: 2767 kg (6098,5 lb)
- Planta motriz: 1× motor lineal W12 refrigerado por agua Napier Lion V.
  - Potencia: 340 kW (469 HP; 462 CV)
- Hélices: De cuatro palas de paso fijo propulsora

### Rendimiento
- Velocidad máxima operativa (Vno): 166 km/h (103 MPH; 90 kt) a nivel del mar
- Velocidad crucero (Vc): 137 km/h (85 MPH; 74 kt)
- Alcance: 400 km (216 nmi; 249 mi)
- Velocidad de aterrizaje: 89 km/h

### Armamento
- Ametralladoras: 

  - 1x Vickers de 7,7 mm frontal fija
  - 1x Lewis de 7,7 mm flexible en la cabina trasera, por detrás del plano principal
- Bombas: Hasta 450 kg

## Aeronaves relacionadas

### Desarrollos relacionados
- Supermarine Seagull
- Supermarine Scarab